# (4061) Martelli
(4061) Martelli (1988 FF3) – planetoida z pasa głównego planetoid okrążająca Słońce w ciągu 5,5 lat w średniej odległości 3,12 j.a. Odkryta 19 marca 1988 roku.
Nazwa planetoidy honoruje Giuseppe Martelliego, który w latach 1964–1986 był kierownikiem Space and Plasma Physics Group w University of Sussex.